# (2110) Moore-Sitterly
(2110) Moore-Sitterly es un asteroide perteneciente al cinturón de asteroides, descubierto el 7 de septiembre de 1962 por el equipo de la Universidad de Indiana desde el Observatorio Goethe Link, Brooklyn.

## Designación y nombre
Designado provisionalmente como 1962 RD. Fue nombrado Moore-Sitterly en honor a la astrónoma estadounidense Charlotte Moore Sitterly.